# Adam Friedrich von Löwenfinck
Adam Friedrich von Löwenfinck, född 1714, död 13 november 1754 i Haguenau i Frankrike, var en tysk porslins- och fajansmålare och arkanist.
Löwenfinck var mellan åren 1727–1736 anställd vid Meissens porslinsfabrik där han utförde blommåleri i kakiemonstil. Han arbetade därefter några år i Bayreuth och Ansbachs fajansmanufaktur, anlade 1741 en fajansfabrik i Fulda och medverkade 1746 vid grundandet av Höchster Porzellanmanufaktur. Här experimenterade han med framställande av porslin men tyckt inte ha lyckats. I stället begav han sig 1749 till Hannongs fajansmanufaktur i Hagenau där han tillsammans med Paul Antoine Hannong kom att skapa fabrikens speciella dekorationsstil.